# 7 august
ianuarie • februarie • martie  • aprilie  • mai  • iunie  • iulie  • august  • septembrie  • octombrie  • noiembrie  • decembrie
7 august este a 219-a zi a calendarului gregorian și a 220-a zi în anii bisecți. Mai sunt 146 de zile până la sfârșitul anului.

## Evenimente

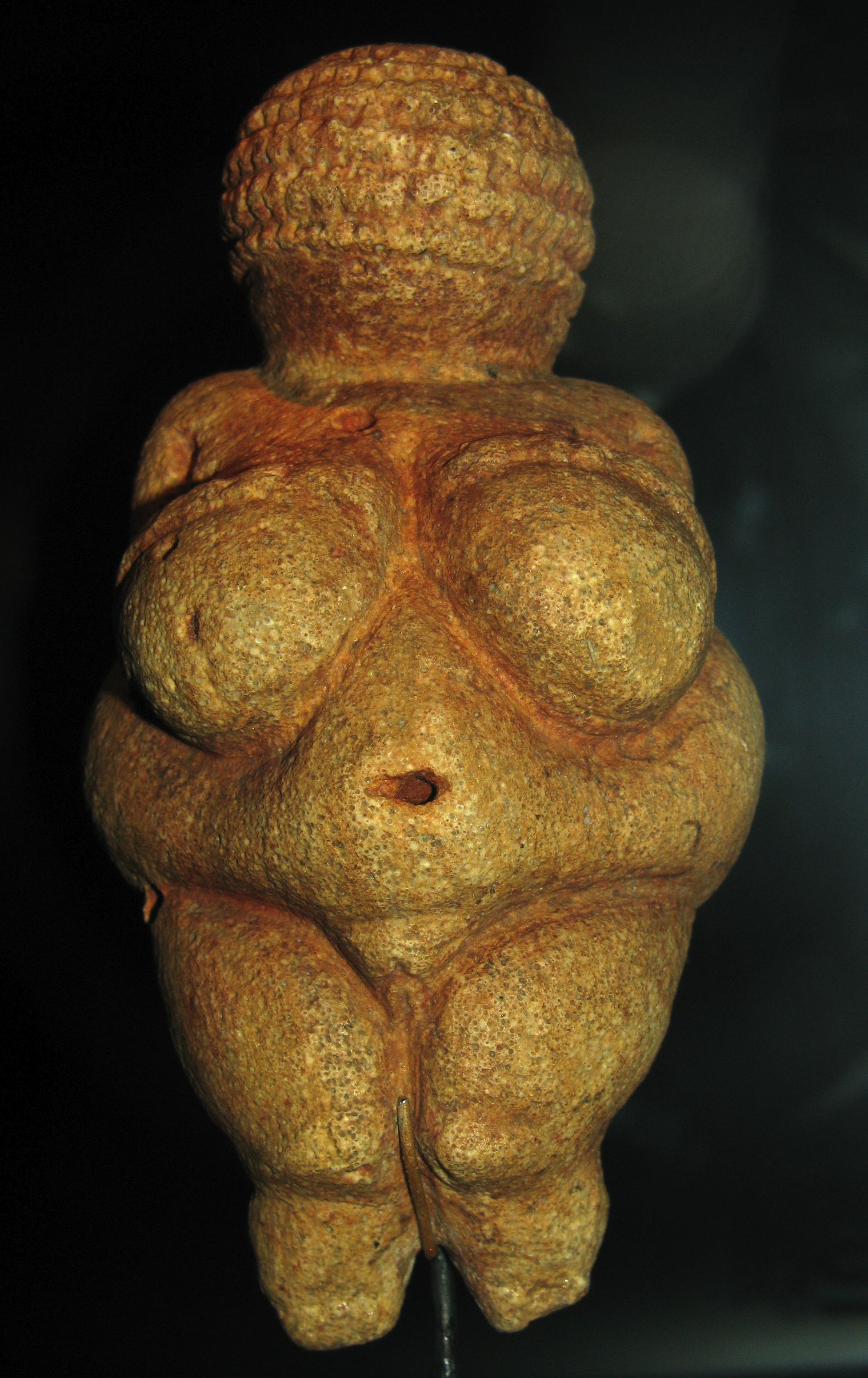
1908: În Willendorf (Austria Inferioară) este descoperită statuia din calcar "Venus din Willendorf". Sculptura este datată în perioada 25.000 î.Hr. și 22 î.Hr. în Paleoliticul superior.

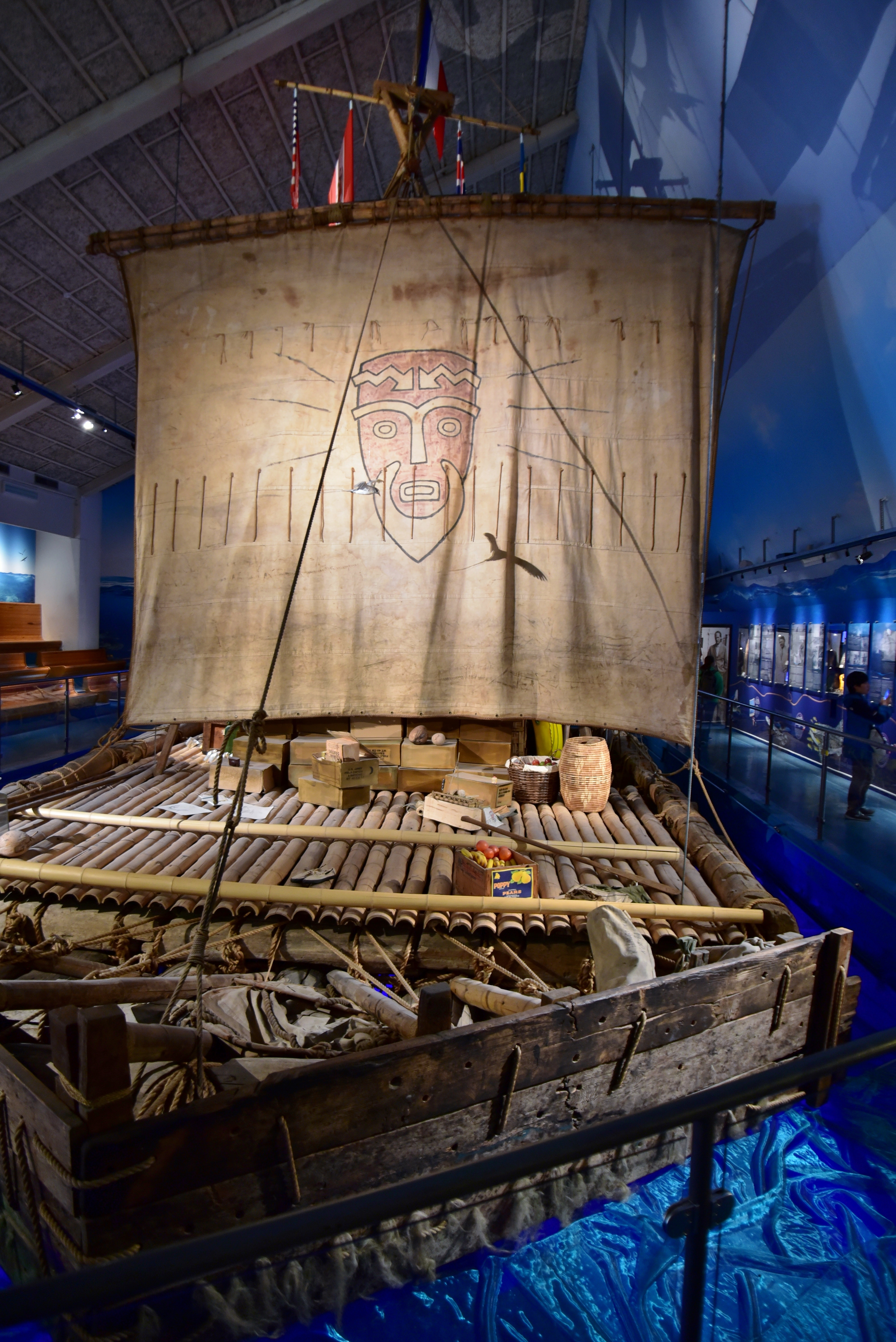
1947: Pluta din lemn a lui Thor Heyerdahl, Kon-Tiki, se izbește de reciful de la Raroia din Insulele Tuamotu după o călătorie de 101 zile și 7.000 de kilometri pe Oceanul Pacific, în încercarea de a dovedi că popoarele preistorice ar fi putut călători din America de Sud.

- 0626: Armatele avare și slave părăsesc asediul Constantinopolului.[1]
- 0768: Papa Ștefan al III-lea este ales în funcție și caută rapid protecția francilor împotriva amenințării lombarde, deoarece Imperiul Bizantin nu mai poate ajuta.[2]
- 0936: Încoronarea regelui Otto I al Germaniei.[3]
- 1461: Generalul militar chinez din dinastia Ming Cao Qin dă o lovitură de stat împotriva împăratului Tianshun.[4]
- 1479: Bătălia de la Guinegate: trupele franceze ale regelui Ludovic al XI-lea au fost înfrânte de burgunzii conduși de arhiducele Maximilian de Habsburg.[5]
- 1714: Bătălia de la Gangut: Prima victorie importantă a flotei ruse.[6] Bătălia a făcut parte din Marele Război al Nordului încheiat în 1721 cu victoria coaliției formată din Danemarca, Polonia și Rusia împotriva Suediei.
- 1743: Tratatul de la Åbo a pus capăt războiului ruso-suedez din 1741–1743.[7][8]
- 1782: George Washington a înființat Insigna de Merit Militar, destinată decorării soldaților răniți pe câmpul de luptă.[9] Mai târziu decorația este redenumită în Inima Purpurie (Purple Heart), mai poetic.
- 1819: Simón Bolívar triumfă asupra Spaniei în bătălia de la Boyacá.[10]
- 1864: Înființarea Primăriei București. Primul primar ales a fost Barbu Vlădoianu.
- 1908: În Willendorf (Austria Inferioară) este descoperită statuia din calcar "Venus din Willendorf". Sculptura este datată în perioada 25.000 î.Hr. și 22.000 î.Hr. în Paleoliticul superior.
- 1922: Acțiunea grevistă a muncitorilor de la Fabrica de vagoane Astra din Arad.
- 1940: A fost încheiat acordul dintre Churchill și De Gaulle privind organizarea Forțelor Franceze Libere.
- 1940: Al Doilea Război Mondial: Alsacia-Lorena este anexată de al Treilea Reich.
- 1942: A început bătălia de la Guadalcanal, prima ofensivă militară americană a celui de Al Doilea Război Mondial, în Insulele Solomon.
- 1943: Al Doilea Război Mondial: A început Bătălia de la Smolensk, ofensivă de primă mărime a Armatei Roșii în Rusia de vest finalizată în octombrie cu o victorie decisivă sovietică.
- 1946: Guvernul Uniunii Sovietice prezintă o notă omologilor săi turci prin care a respins suveranitatea acestuia din urmă asupra strâmtorilor turcești; începutul crizei strâmtorilor turcești.[11]
- 1947: Pluta din lemn a lui Thor Heyerdahl, Kon-Tiki, se izbește de reciful de la Raroia din Insulele Tuamotu după o călătorie de 101 zile și 7.000 de kilometri pe Oceanul Pacific, în încercarea de a dovedi că popoarele preistorice ar fi putut călători din America de Sud.[12]
- 1960: Coasta de Fildeș își câștigă independența față de Franța.[13]
- 1970: La Iași s-a inaugurat "Casa Dosoftei", care adăpostește secția de literatură veche a Muzeului Literaturii din Iași.
- 1971: Zborul lunar american Apollo 15 se încheie cu o aterizare sigură în Pacific, deși una dintre cele trei parașute ale capsulei nu se deschide.
- 1974: Philippe Petit traversează pe o sârmă cei 61 de metri care despărțeau cel două turnuri gemene ale World Trade Center, la o înălțime de 417 metri.[14]
- 1976: Programul Viking: Viking 2 intră pe orbita lui Marte.[15]
- 1978:  Președintele american Jimmy Carter declară o urgență federală la Love Channel, din cauza deșeurilor toxice care au fost eliminate în mod neglijent.[16] A fost unul dintre primele scandaluri majore de deșeuri toxice.
- 1995: Guvernul chilian declară stare de urgență în jumătatea de sud a țării ca răspuns la un eveniment intens de frig, vânt, ploaie și ninsoare cunoscut sub numele de Cutremur Alb.[17]
- 1997: "Ziua întâi" a reformei structurale în România. Premierul Victor Ciorbea a prezentat lista celor 17 societăți comerciale care trebuiau închise în mod prioritar, pe motiv de nerentabilitate.
- 1998: Atentatele cu bombe de la ambasadele americane din Nairobi (Kenya) și Dar es Salaam (Tanzania). 257 de persoane (din care 12 americani) și-au pierdut viața în atentate, revendicate de "Armata islamică pentru eliberarea locurilor sfinte".[18]
- 2001: 14 mineri și-au pierdut viața în urma exploziei la Mina Vulcan.
- 2005: Un grup de spărgători din Brazilia au săpat un tunel lung de 78 de metri spre Banca Centrală din Fortaleza. Au extras de acolo cinci containere pline cu bancnote de câte 50 de reali, cu o valoare estimată de 70 de milioane de dolari. Hoții au reușit să păcălească sistemele de alarmă și senzorii băncii, rămânând nedescoperiți până în dimineața zilei de luni, 8 august, atunci când s-a redeschis banca. Autoritățile au recuperat doar o parte din întreaga sumă.
- 2008: Georgia a lansat o ofensivă militară împotriva Osetia de Sud, pentru a contracara o invazie rusească. Începe Războiul din Osetia de Sud din 2008.[19]

## Nașteri
- 0317: Constanțiu al II-lea, împărat roman (d. 361)
- 0943: Edgar Pașnicul, rege al Angliei (d. 975)
- 1560: Elisabeta Báthory, contesă maghiară (d. 1614)
- 1751: Wilhelmina a Prusiei, prințesă de Orania (d. 1820)

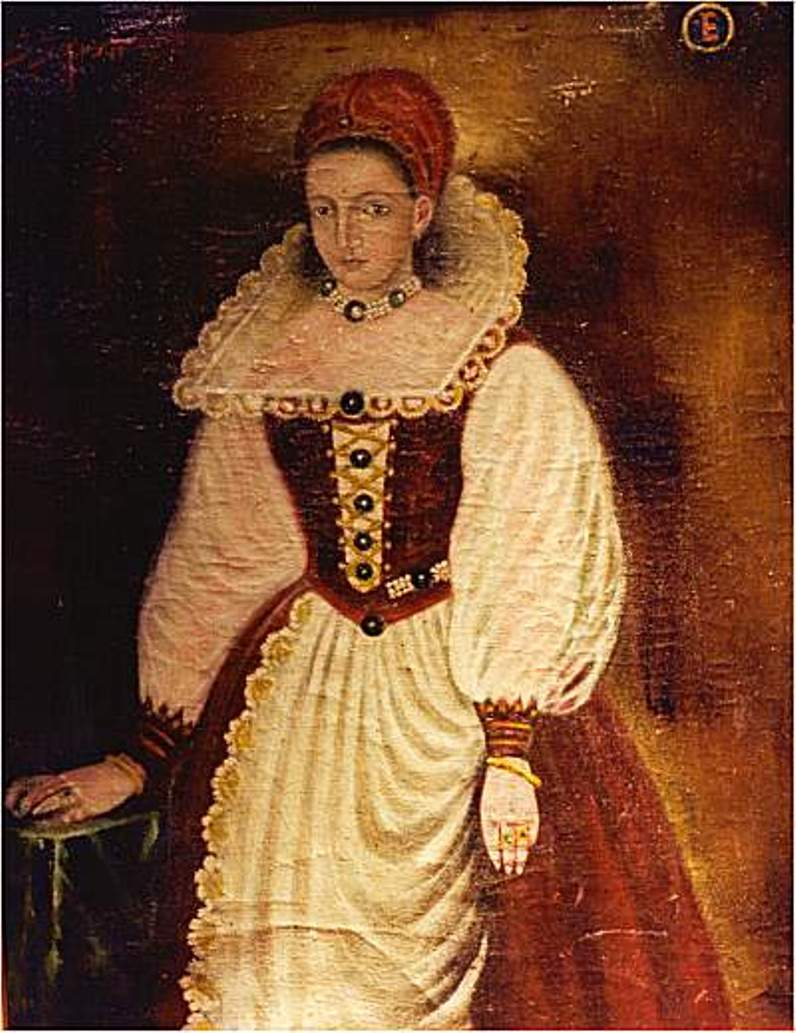
Elisabeta Báthory, contesă maghiară
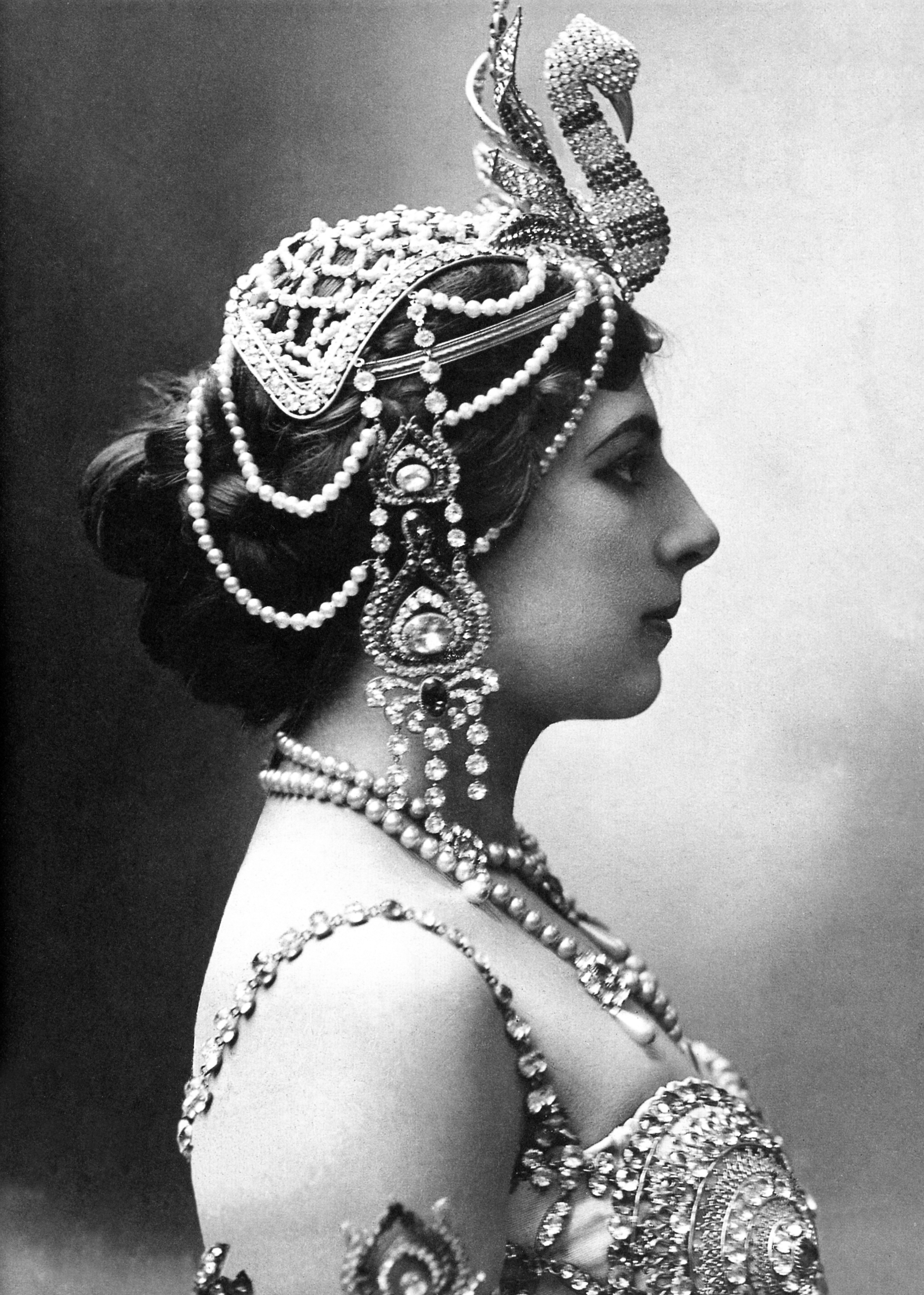
Mata Hari, dansatoare olandeză, spioană în serviciul Germaniei
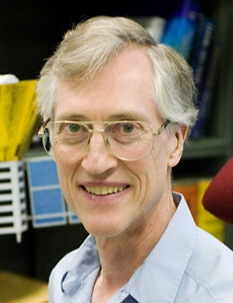
John Cromwell Mather, fizician american, laureat Nobel

- 1779: Carl Ritter, geograf german (d. 1859)
- 1783: Prințesa Amelia a Regatului Unit (d. 1810)
- 1819: Ioan Emanoil Florescu, general și om politic român (d. 1893)
- 1862: Victoria de Baden, soția regelui Gustaf al V-lea al Suediei (d. 1930)
- 1867: Emil Nolde, pictor german (d. 1956)
- 1876: Mata Hari, dansatoare olandeză, spioană în serviciul Germaniei în timpul Primului Război Mondial (d. 1917)
- 1884: Billie Burke, actriță americană (d. 1970)
- 1889: Léon Nicolas Brillouin, fizician francez (d. 1969)
- 1903: Seymour Louis Bazett Leakey, antropolog englez (d. 1972)
- 1910: Theodor Cosma, dirijor originar din România  (d. 2011)
- 1923: Ryōtarō Shiba, scriitor japonez (d. 1996)
- 1923: Boris Ciornei, actor român (d. 2001)
- 1934: Richard Levinson,  scenarist și producător american de televiziune (d. 1987)
- 1936: Mariana Celac, arhitectă și opozantă a regimului comunist (d. 2018)
- 1938: Verna Bloom, actriță americană (d. 2019)
- 1946: John Cromwell Mather, fizician american, laureat Nobel
- 1947: Sofia Rotaru, cântăreață pop din Ucraina, de etnie română
- 1949: Radu Ghețea, economist român
- 1949: Ioan Munteanu, politician român
- 1953: Viorel Hrebenciuc, politician român
- 1958: Bruce Dickinson, cântăreț, muzician, compozitor, liderul trupei Iron Maiden

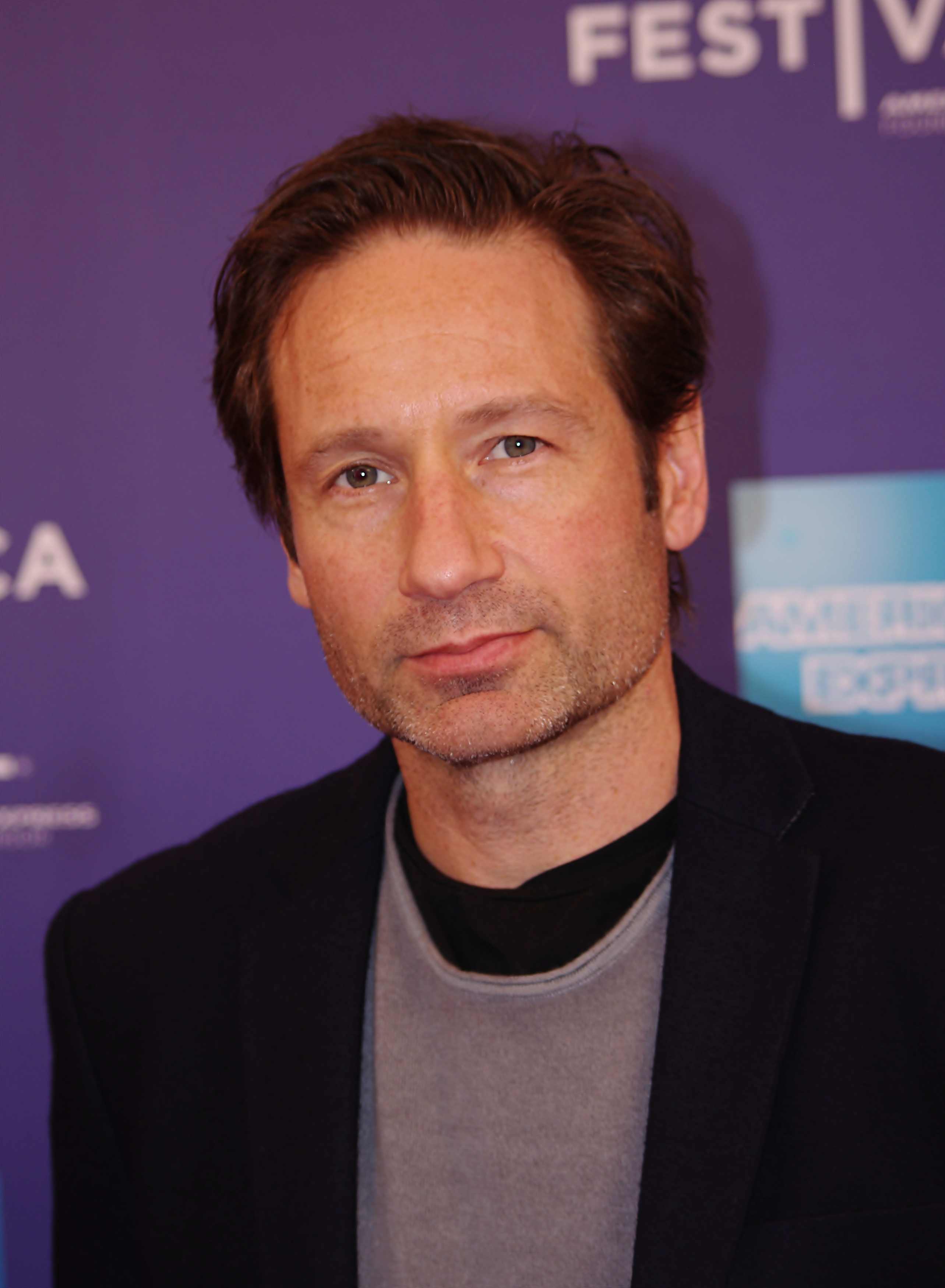
David Duchovny, actor american
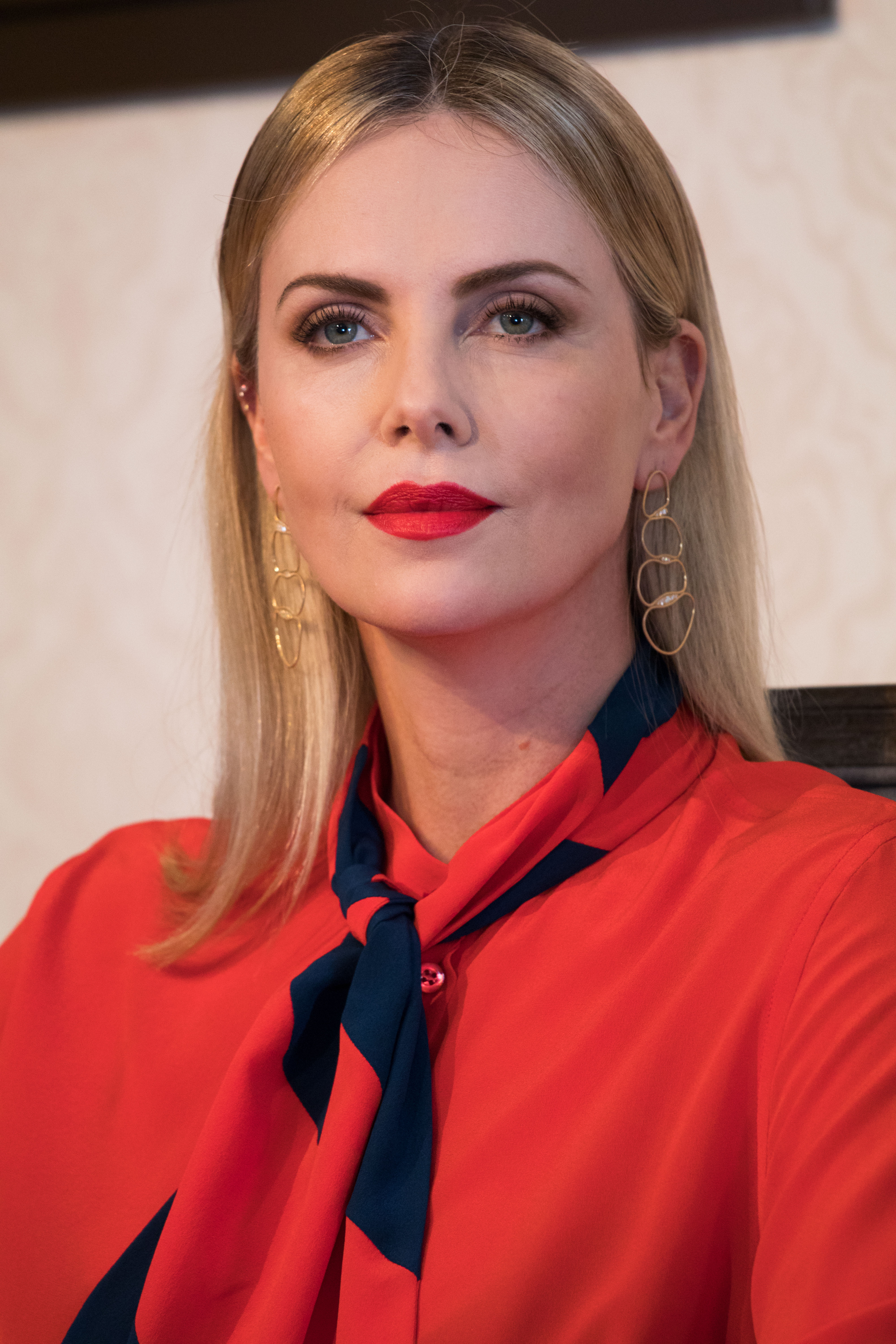
Charlize Theron actriță din Africa de Sud, laureată Oscar
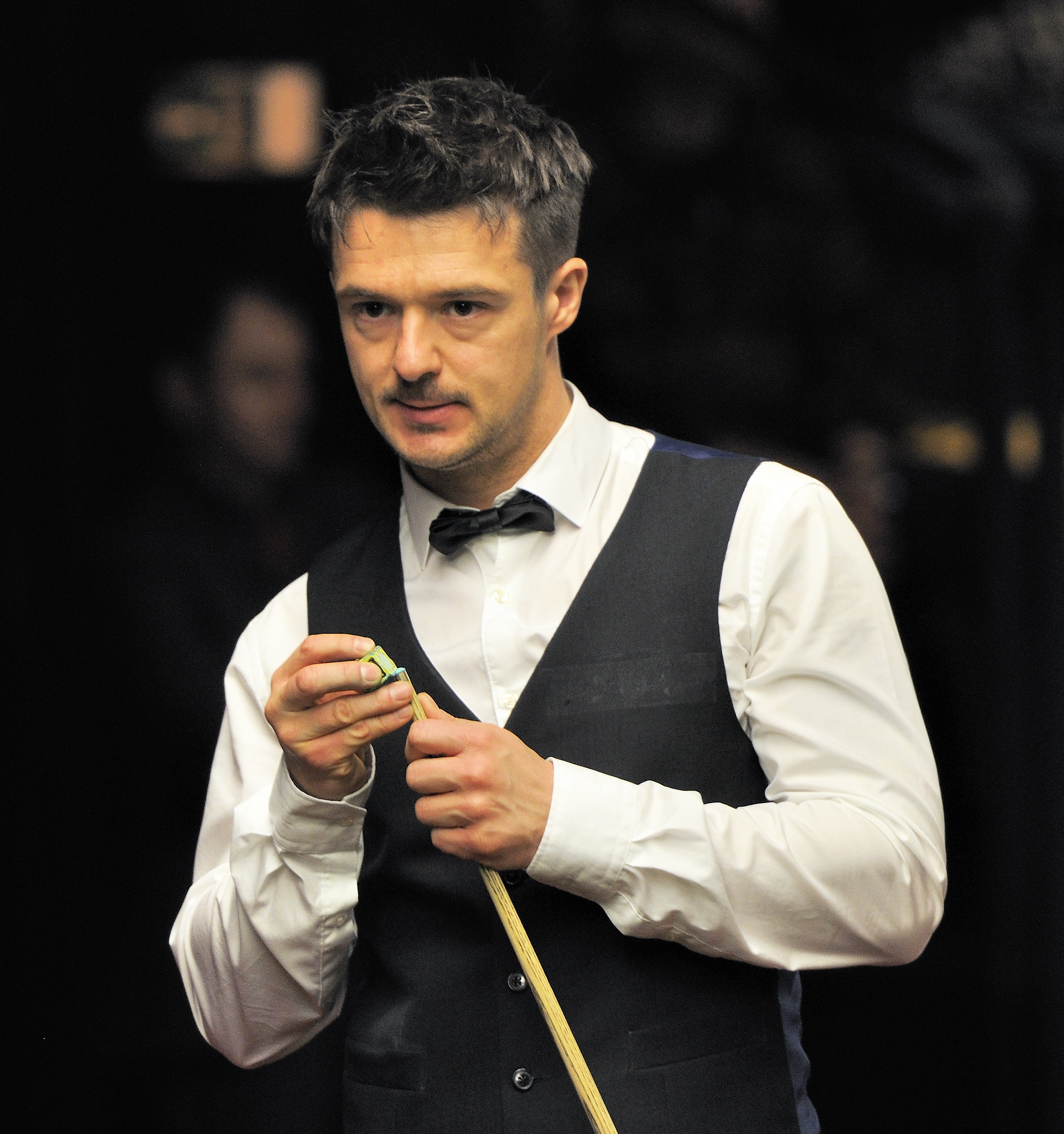
Michael Holt, jucător englez de snooker

- 1960: David Duchovny, actor american
- 1961: Octavian Morariu, fost jucător român de rugby, membru al CIO
- 1966: Jimmy Wales, antreprenor pe Internet, informatician și om de afaceri american, co-fondator al Wikipedia
- 1968: Cezar Paul-Bădescu, prozator, scenarist și publicist român
- 1971: Mihaela Sîrbu, actriță și regizoare română
- 1972: Sorin Anca, poet, compozitor, grafician și artist plastic român
- 1975: Charlize Theron actriță din Africa de Sud, laureată Oscar
- 1975: Gaahl, solist vocal norvegian
- 1977: Ionuț Curcă, fotbalist român
- 1978: Michael Holt, jucător englez de snooker
- 1979: Nenad Đorđević, fotbalist sârb
- 1980: George Blay, fotbalist ghanez
- 1982: Abbie Cornish, actriță australiană
- 1987: Max Heinzer, scrimer elvețian
- 1987: Nataša Krnić, handbalistă muntenegreană
- 1992: Adam Yates, ciclist britanic
- 1992: Simon Yates, ciclist britanic
- 1993: Labrina Tsàkalou, handbalistă greacă

## Decese
- 0461: Majorian, împărat roman (n. 420)
- 1106: Henric al IV-lea, Împărat al Sfântului Imperiu Roman (n. 1050)
- 1385: Joan de Kent, prima Prințesă de Wales engleză (n. 1328)
- 1649: Maria Leopoldine de Austria, împărăteasă a Sfântului Imperiu Roman (n. 1632)
- 1693: Johann Georg al II-lea, Prinț de Anhalt-Dessau (n. 1627)
- 1782: Andreas Sigismund Marggraf, chimist german (n. 1709)
- 1821: Caroline de Braunschweig, soția regelui George al IV-lea al Regatului Unit (n. 1768)

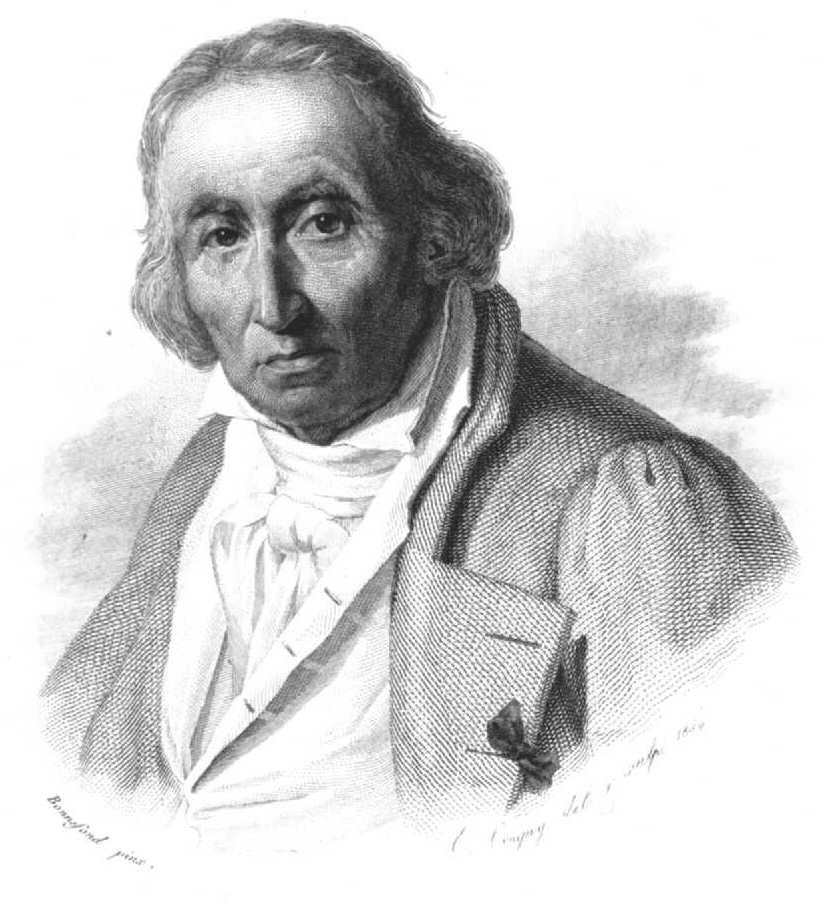
Joseph Marie Jacquard, inventator francez
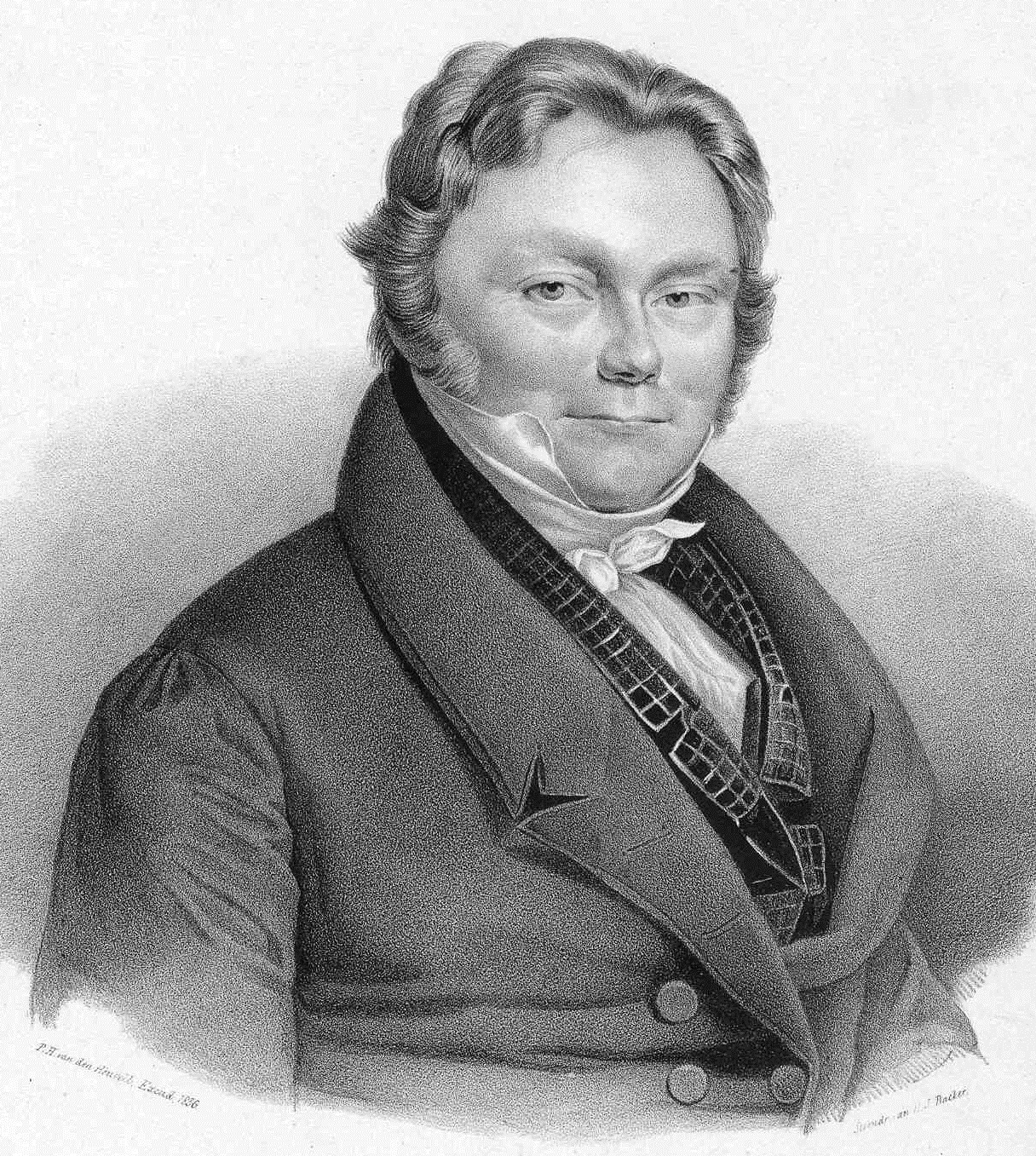
Jöns Jakob Berzelius, chimist și mineralog suedez
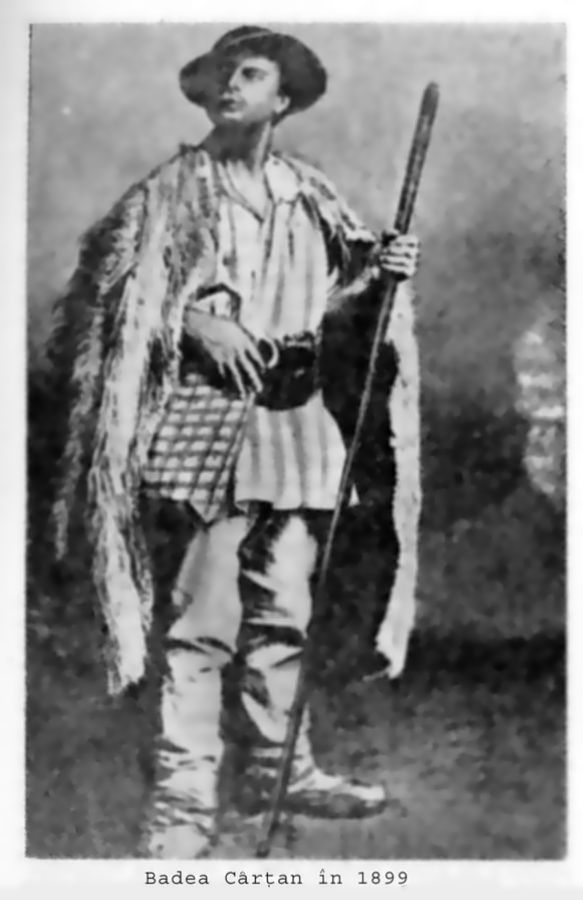
Badea Cârțan, luptător pentru independența românilor din Transilvania

- 1834: Joseph Marie Jacquard, inventator francez (n. 1752)
- 1848: Jöns Jakob Berzelius, chimist și mineralog suedez (n. 1779)
- 1878: Clara Filleul, pictoriță franceză (n. 1822)
- 1911: Badea Cârțan, țăran român, luptător pentru independența românilor din Transilvania (n. 1849)
- 1925: Edmond Marie Petitjean, pictor francez (n. 1844)
- 1937: Henri Lebasque, pictor francez (n. 1865)
- 1938: Konstantin Stanislavski, actor și regizor rus de teatru (n. 1863)
- 1939: Charlie Roberts, fotbalist englez (n. 1883)
- 1941: Rabindranath Tagore, scriitor indian de limbă bengaleză și engleză, laureat al Premiului Nobel (n. 1861)
- 1947: Hermine Reuss, a doua soție a împăratului Wilhelm al II-lea al Germaniei (n. 1887)
- 1957: Oliver Hardy, actor american (n. 1892)
- 1958: Herbert Osborne Yardley, criptolog american (n. 1889)
- 1974: Virginia Apgar, chirurg și anestezist american (n. 1909)

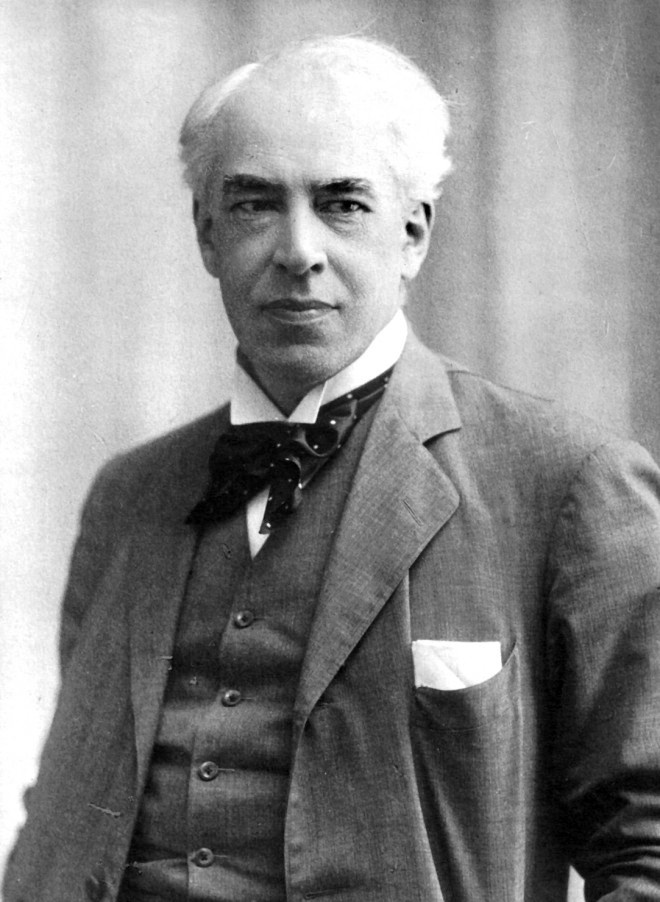
Konstantin Stanislavski, actor și regizor rus de teatru
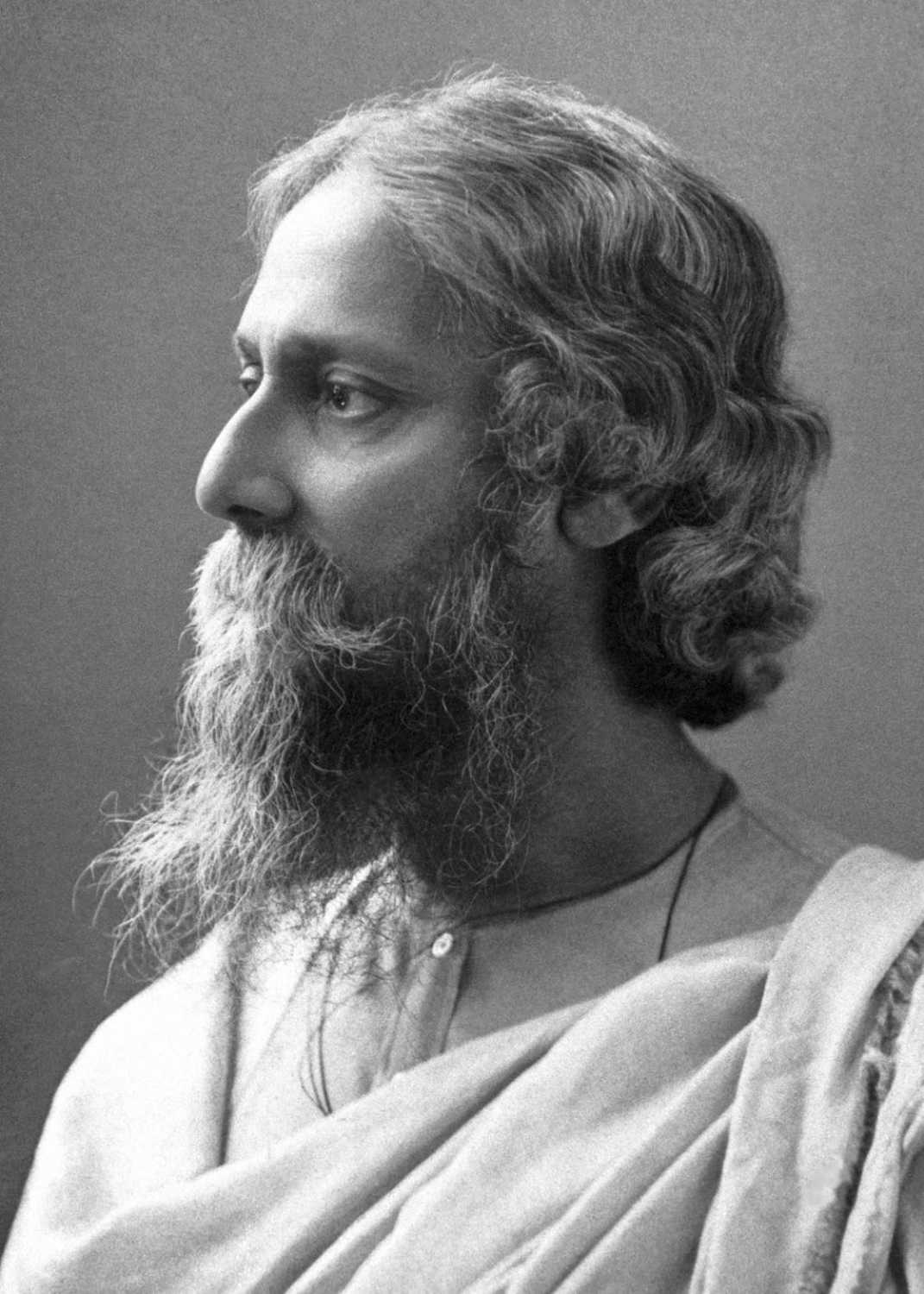
Rabindranath Tagore, poet indian, laureat Nobel
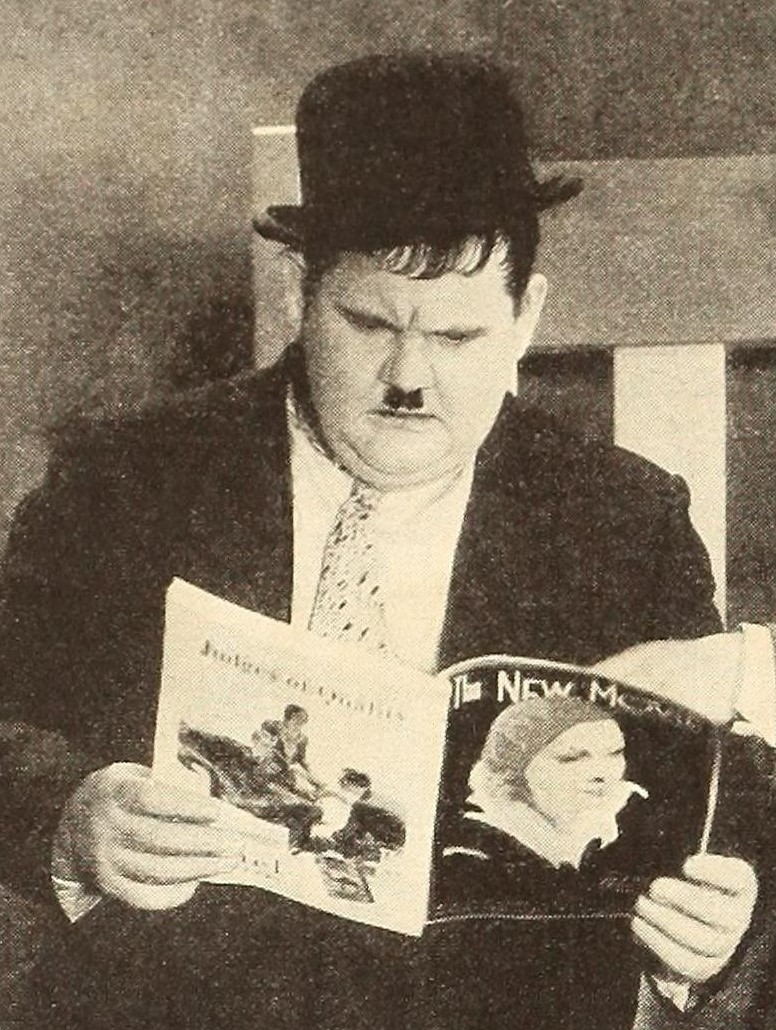
Oliver Hardy, actor american

- 1983: Nicolae Brânzeu, compozitor și dirijor român (n. 1907)
- 1987: Camille Chamoun, om politic libanez, președinte al Libanului (n. 1900)
- 1993: Aristide Teică, actor român (n. 1922)
- 2009: Tatiana Stepa, cântăreață română de muzică folk (n. 1963)
- 2016: Ion Murgeanu, poet, prozator și jurnalist român (n. 1940)
- 2018: Dumitru Fărcaș, taragotist de muzică populară (n. 1938)
- 2019: Kary Mullis, biochimist american, laureat Nobel (n. 1944)
- 2019: Fabio Zerpa, actor, parapsiholog și ufolog uruguayan (n. 1928)
- 2023: William Friedkin, regizor de film, producător și scenarist america (n. 1935)

## Sărbători
- Cuv. Teodora de la Sihla; Sf. Mc. Narcis, Patr. Ierusalimului (calendar orotdox)